# Aleksandr Milanin
Aleksandr Olegovič Milanin (in russo Александр Олегович Миланин?; Magadan, 17 marzo 2000) è un combinatista nordico russo.

## Biografia
Attivo in gare FIS dal gennaio del 2018, ha esordito in Coppa del Mondo il 6 febbraio 2021 a Klingenthal (49º) e ai Campionati mondiali a Oberstdorf 2021, dove si è classificato 42º nel trampolino normale, 45º nel trampolino lungo, 10º nella gara a squadre e 13º nella sprint a squadre.